# Camponotus chazaliei
Camponotus chazaliei är en myrart som beskrevs av Auguste-Henri Forel 1899. Camponotus chazaliei ingår i släktet hästmyror, och familjen myror. Inga underarter finns listade.